# Bronikowo (województwo lubuskie)
Bronikowo – osada w Polsce położona w województwie lubuskim, w powiecie świebodzińskim, w gminie Zbąszynek.
W latach 1975–1998 miejscowość administracyjnie należała do województwa zielonogórskiego.